# Cofe
Cofe, coph (ou qop) é a décima nona letra do alfabeto fenício e em outros abjads semíticos. Seu valor fonético é de uma consoante oclusiva velar surda enfática (IPA:[kˁ]) ou uma oclusiva uvular surda (IPA:[q]).
Do Qoph veio o Qoppa (Ϙ) das variações antigas do alfabeto grego e o atual Q do alfabeto latino.

## Kuf hebraico (ק)

### Pronúncia
No hebraico moderno de Israel, o Kuf representa o som de uma oclusiva velar surda (IPA:[k]), então não há distinção entre o Kuf e o Kaph, apesar alguns grupos de judeus pronunciarem-a como uma oclusiva uvular surda (IPA:[q]) ou uma oclusiva velar sonora (IPA:[g]).

### Significado
Em gematria representa o número 100.

## Qāf árabe (ق)

### Pronúncia
No árabe moderno, a pronúncia oficial do qāf é de uma consoante oclusiva uvular surda (IPA:[q]), mas no árabe egípcio e o levantino é pronunciado muitas vezes como uma parada glotal (IPA:[ʔ]). No árabe palestino rural é também pronunciado como uma consoante oclusiva velar sonora (IPA:[k]).

### Escrita
Como a maioria das letras do alfabeto árabe, o qāf tem uma forma para cada posição: uma forma inicial, uma forma média, uma forma final e uma forma isolada:
| Isolada | Inicial | Média | Final |
| ------- | ------- | ----- | ----- |
| ق       | ﻗ       | ﻘ     | ﻖ     |